# ترپسیکور ۸۱
سیارک ۸۱ (به انگلیسی: 81 Terpsichore) هشتاد و یکمین سیارک کشف شده‌است که در ۳۰ سپتامبر ۱۸۶۴ و در مارسی کشف شد.
قدر مطلق سیارک برابر ۸٫۴۸ است.